# Kumaragupta III
Kumaragupta III, död 540, var en indisk monark. Han var regerande monark av Guptariket mellan 530 och 540.